# Gradazione dei tumori del sistema nervoso centrale

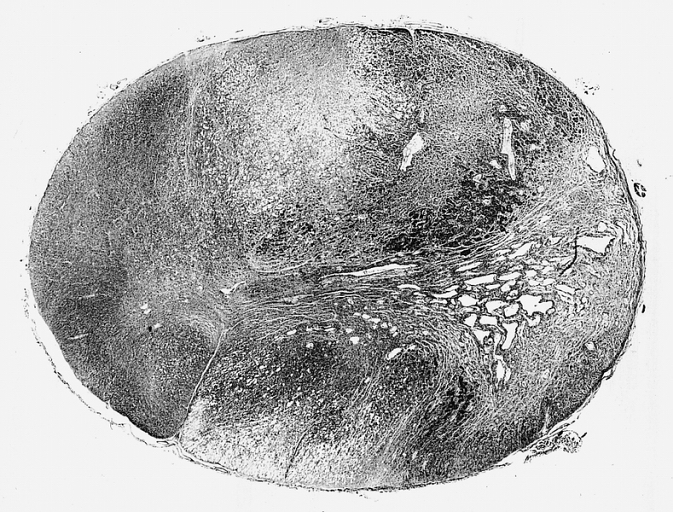
Esame microscopico. Glioblastoma (colore scuro) insorgente in un astrocitoma di basso grado (colore più chiaro).

Il concetto di gradazione dei tumori del sistema nervoso centrale, per tale intendendosi la regolamentazione della “progressività di comportamento" di tali neoplasie (da tumore benigno e circoscritto a tumore maligno e infiltrante), risale al 1926 e viene introdotto da P. Bailey e H. Cushing,
nella elaborazione di quella che poi risultò la prima classificazione sistematica dei gliomi.
Nella tabella seguente sono messi a confronto i diversi sistemi di gradazione (esclulendo IDC-O, poiché non viene considerata una vera e propria gradazione):
| Nome WHO                | WHO grade | Kernohan grade | St. Anne/Mayo grade | St. Anne/Mayo criteri     |
| ----------------------- | --------- | -------------- | ------------------- | ------------------------- |
| Astrocitoma pilocitico  | I         | -              | 1                   | 0 criteri                 |
| Astrocitoma diffuso     | II        | 1              | 2                   | 1 criterio (a)            |
| Astrocitoma anaplastico | III       | 2              | 3                   | 2 criteri (a+b)           |
| Glioblastoma            | IV        | 3/4            | 4                   | 3-4 criteri (a+b[+/-c]+d) |

## Gradazione contenuta in ICD-O

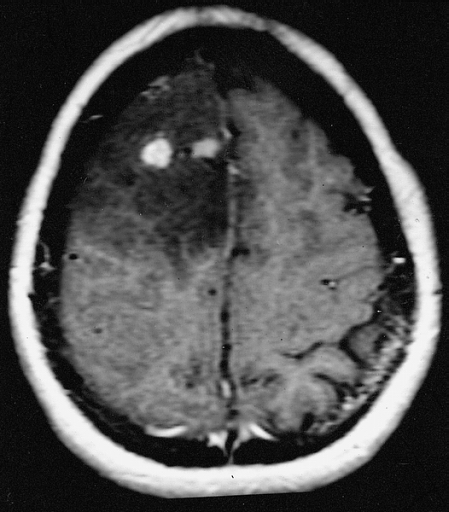
RM di Astrocitoma diffuso con diversi gradi di differenziazione.

La prima Classificazione Internazionale delle Malattie (International Classification of Diseases) risale al 1893, la revisione corrente (ICD-10) è del 1994. Nel 1976 l'Organizzazione Mondiale della Sanità pubblica la prima edizione della Classificazione Internazionale delle Malattie per l'Oncologia (International Classification of Diseases for Oncology, ICD-O), nel 2000 giunta alla terza edizione (ICD-O-3). In quest'ultima, la cifra dopo il carattere "/" indica il "comportamento" della neoplasia, secondo la seguente codifica:
- /0 neoplasia benigna
- /1 neoplasia incerta se benigna o maligna
- /2 neoplasia in situ
- /3 neoplasia maligna/infiltrante primitiva
- /6 neoplasia maligna secondaria
- /9 neoplasia maligna incerta se primitiva o secondaria

È qui il caso di osservare che un tumore cerebrale  "benigno" situato in un'area delicata e vitale come il cervello può facilmente costituire una minaccia per la vita, perciò in letteratura alcuni autori gli preferiscono la dizione di tumore "a istologia benigna" ovvero "a prognosi fausta" o "a prognosi favorevole".
Questa gradazione non presenta criteri di appoggio.

## Gradazione Kernohan

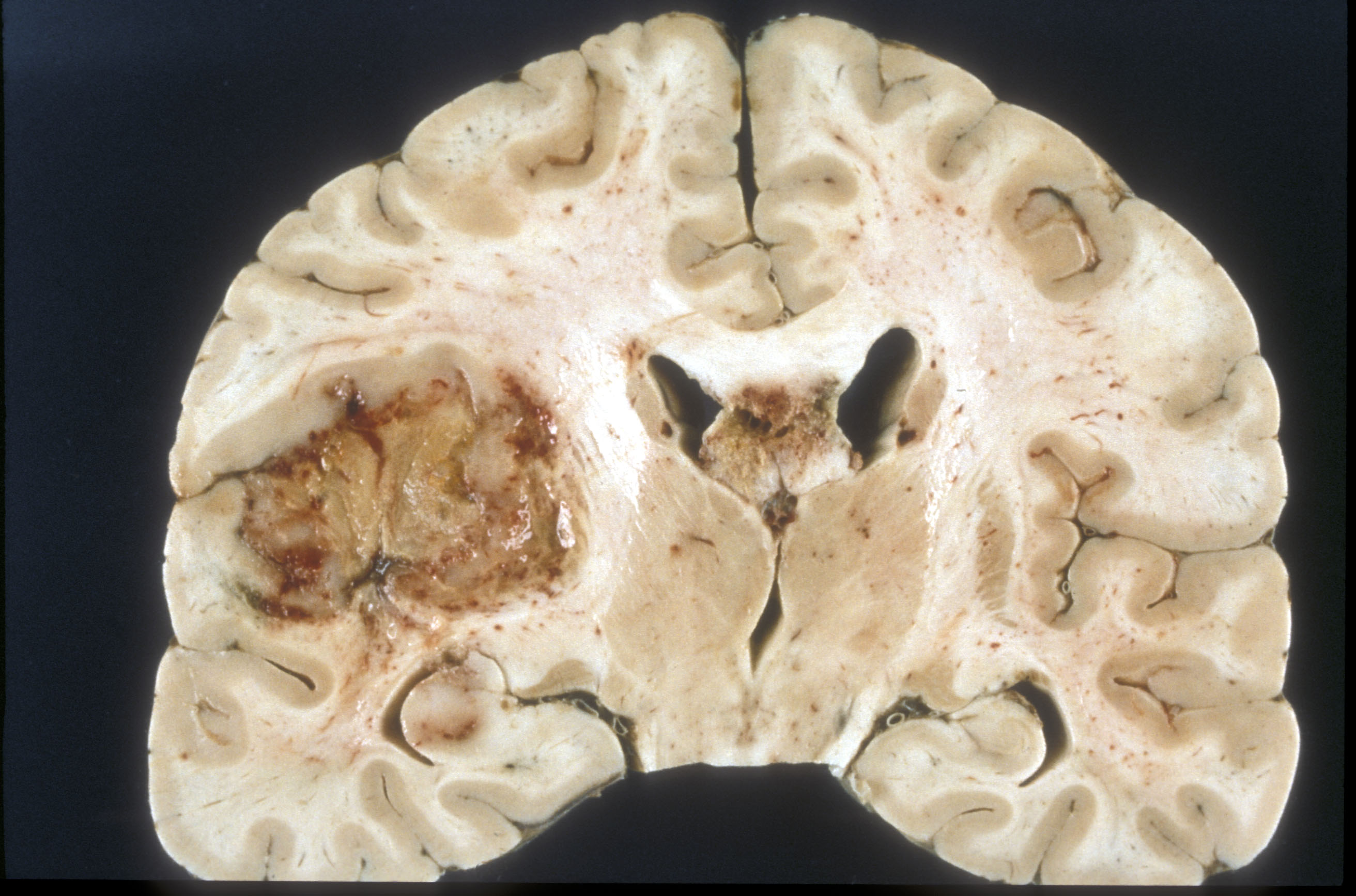
Anatomia patologica. Glioblastoma.

La gradazione Kernohan definisce la malignità progressiva degli astrocitomi. Questa gradazione non presenta criteri di appoggio. 
- I tumori di grado 1 sono gli astrocitomi benigni.
- I tumori di grado 2 sono gli astrocitomi cosiddetti di basso grado.
- I tumori di grado 3 sono gli astrocitomi anaplastici.
- I tumori di grado 4 sono i glioblastomi.

## Gradazione St. Anne-Mayo

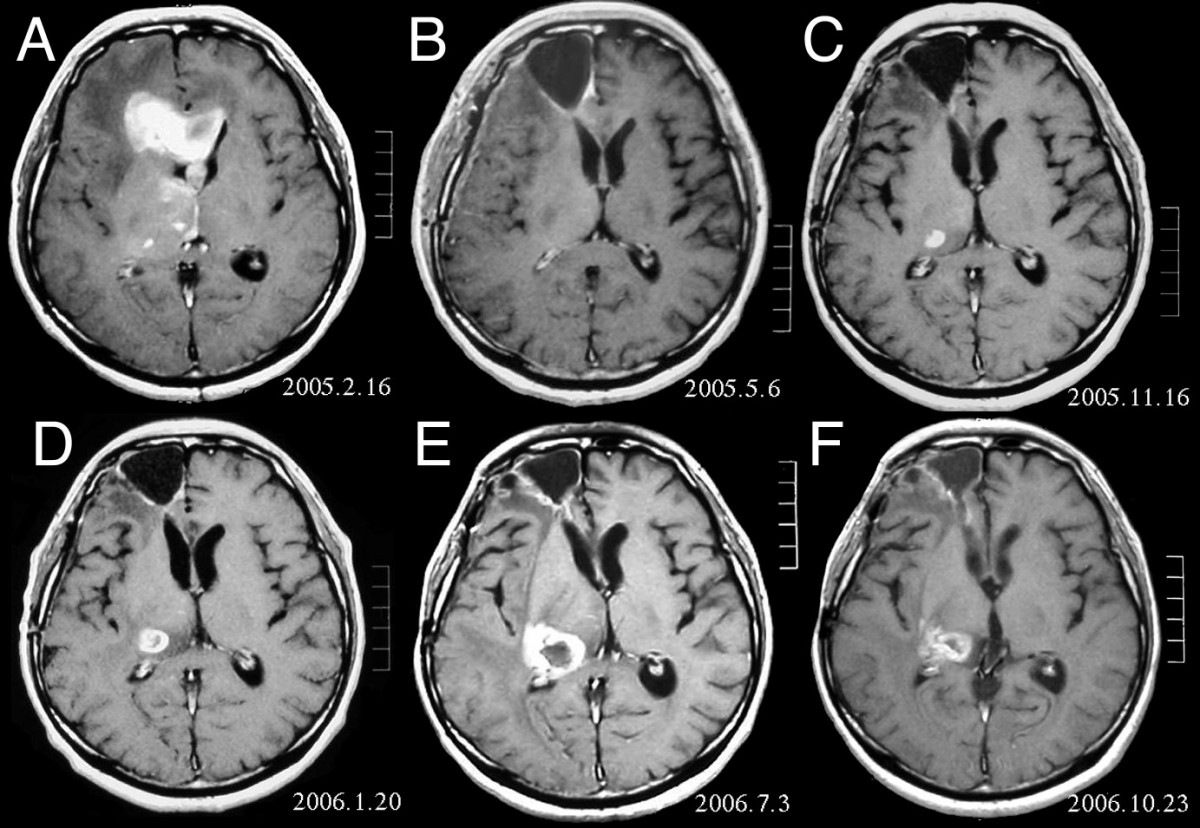
RM di paziente affetto da Astrocitoma anaplastico.

Pure il sistema St. Anne-Mayo viene usato per graduare gli astrocitomi. Utilizza quattro criteri istologici per l'assegnazione del grado:
- atipia nucleare
- mitosi
- proliferazione endoteliale
- necrosi

La gradazione definisce quattro categorie di tumori:
- I tumori di grado 1 non presentano alcuno dei quattro criteri summenzionati.
- I tumori di grado 2 presentano un solo criterio, normalmente l'atipia nucleare.
- I tumori di grado 3 presentano due criteri, normalmente atipia nucleare e mitosi.
- I tumori di grado 4 presentamo tre o tutti e quattro i criteri.

## Gradazione WHO

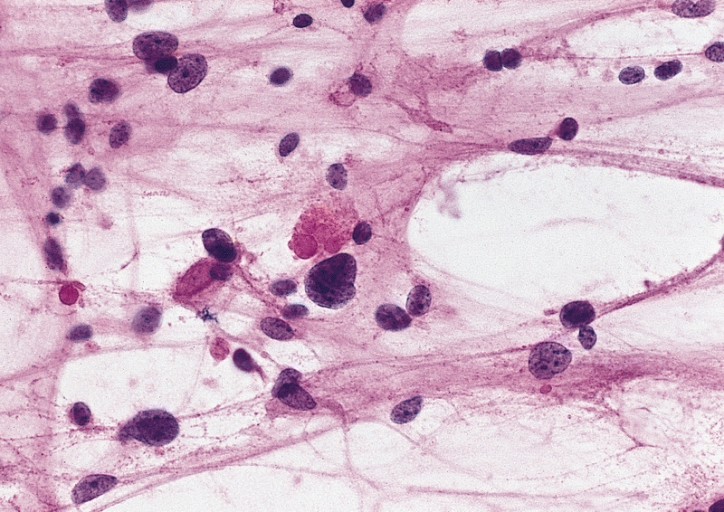
Immagine al microscopio di astrocitoma pilocitico.
Il particolare l'aspetto fibrillare del citoplasma ricorda dei capelli (da qui il termine pilocitico).

La gradazione secondo la World Health Organization (WHO) è contenuta nel volume Histological Typing of Tumours of the Central Nervous System, la cui prima edizione data al 1979 e la seconda (ultima) al 1993. Dal punto di vista istologico si rifà alle regole della gradazione St. Anne-Mayo.
La gradazione WHO presenta quattro categorie di tumori:
- I tumori di grado I sono a lenta crescita, non-maligni e associati a lunga sopravvivenza.
- I tumori di grado II sono a crescita relativamente lenta. Possono essere non-maligni o maligni.
A volte recidivano come tumori a grado più alto.
- I tumori di grado III sono maligni e di frequente recidivano come tumori a grado più alto.
- I tumori di grado IV crescono rapidamente e sono tumori maligni molto aggressivi.